# Guerra entre El Salvador y Guatemala de 1906
Fue un breve conflicto entre El Salvador y la República de Guatemala, que se inició en 1906 y terminó con el Tratado de Paz de las Naciones Centroamericanas de 1907 (1906–1907), durando en total un año. Además, fue consecuencia de un estancamiento provocado por la intervención de México y Estados Unidos. 

## Guerra entre El Salvador y Guatemala (1906)
Fue un conflicto armado, que se libro entre ambos países centroamericanos. El conflicto se desencadeno por tensiones fronterizas y políticas, y se intensificó en Julio de 1906.[cita requerida]

## Causas
• Las fronteras entre ambos países no estaban bien definidas, lo que generó tensiones y conflictos entre ambos paises
• Entre los dirigentes políticos de ambos paises habian visiones políticas distintas, lo que contriyo a la guerra.

## Conflicto
El conflicto entre El Salvador y Guatemala en 1906 fue un breve enfrentamiento armado motivado por una combinación de disputas fronterizas no resueltas y tensiones políticas entre los gobiernos de ambos países. Las hostilidades se intensificaron en julio de 1906.
En ese contexto, la ciudad de Santa Ana, en El Salvador, se había convertido en un refugio para numerosos exiliados guatemaltecos que se oponían al gobierno del presidente Manuel Estrada Cabrera. Estos exiliados conspiraban activamente contra el régimen guatemalteco, lo que contribuyó al deterioro de las relaciones bilaterales. Al mismo tiempo, circulaban rumores ampliamente conocidos sobre una posible invasión a Guatemala encabezada por el general salvadoreño Tomás Regalado.
Las fuerzas guatemaltecas, que en ese momento contaban con uno de los ejércitos más grandes y mejor equipados de Centroamérica, planearon una campaña militar que incluía un bombardeo masivo a las posiciones enemigas, seguido por un avance de miles de tropas de infantería y el despliegue de tropas aerotransportadas para tomar posiciones rápidamente. También se contemplaba el uso de artillería ligera y morteros, empleando tácticas de guerra de guerrillas.
Sin embargo, el conflicto tomó un giro inesperado con el fallecimiento del general salvadoreño Tomás Regalado a manos de soldados guatemaltecos durante un combate. Tras casi dos meses de hostilidades, el conflicto finalizó gracias a un armisticio firmado a bordo del barco de la armada estadounidense Marblehead.
El resultado de la guerra fue un estancamiento, influenciado por la intervención de México y Estados Unidos, que buscaban la estabilidad en la región. El conflicto concluyó con un statu quo ante bellum, lo que significa que las condiciones territoriales y políticas volvieron a ser las mismas que antes de la guerra. Posteriormente, se firmó el Tratado de Paz de las naciones Centroamericanas en 1907, ratificando la adhesión al principio de arbitraje para la resolución de futuros conflictos.

## Reseña histórica

### Antecedentes

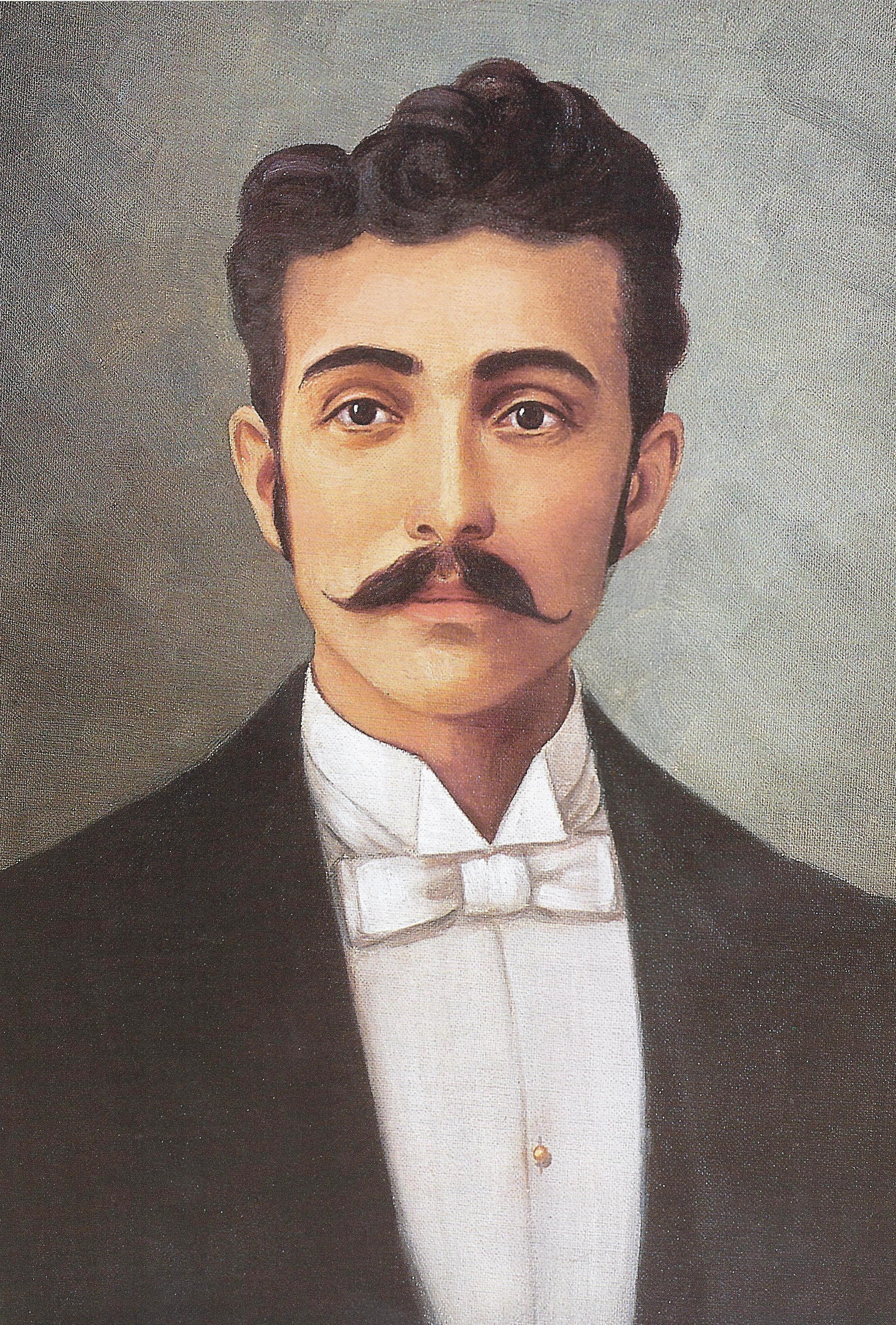
Tomás Regalado, jefe del Ejército de El Salvador.

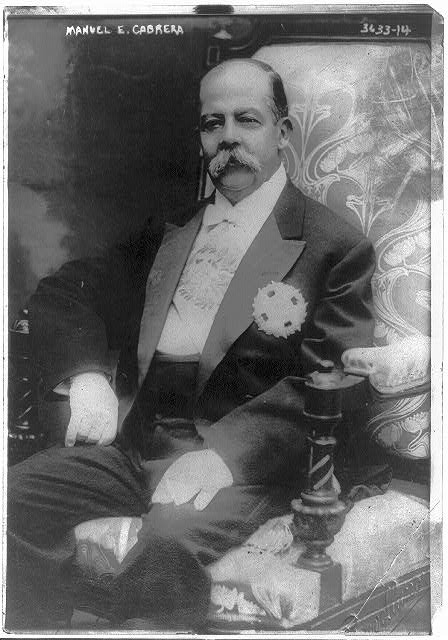
Manuel E. Cabrera De Guatemala Para 1906, Santa Ana se había convertido en el refugio de muchos exiliados guatemaltecos, los rumores sobre una invasión contra Manuel Estrada Cabrera, dirigida por el temido Cuto Regalado era un secreto a voces.

En 1906 se produjo una invasión de emigrados políticos que vivían en México y El Salvador. Manuel Lisandro Barillas Bercián, expresidente de Guatemala, y José León Castillo, excandidato presidencial de la oposición, fueron designados como los comandantes de los ejércitos invasores de México y El Salvador, respectivamente. Tanto Porfirio Díaz como Tomás Regalado abrieron las fronteras de sus países para el paso libre de los invasores. Estos también contaban con el apoyo del vapor Imperio, proveniente de San Francisco, Estados Unidos, y de oro proporcionado por un amigo de Barillas que vivía en Estados Unidos. Pero ni Barillas ni León Castillo eran militares sobresalientes y, tras una serie de escaramuzas, la invasión fracasó en Ocós en junio de 1906.

## La guerra
Después de cañonear la casa presidencial, y de conminar al vicepresidente don Calixto Velado para asumir la presidencia, partió rumbo a Santa Ana. Con una fuerte cantidad de pertrechos de guerra, y hombres; para el amanecer del día cinco había llegado Santa Ana. Para el día seis las tropas expedicionarias se encontraban en las explanadas del Campo de Marte de Santa Ana, y clamaban por “ir a pelear contra los chapines”
La salida de las tropas, fue fijada para el día siete, a las dos de la tarde un contingente de tres mil hombres al mando del general Regalado comenzó a salir de Santa Ana, otro importante contingente partiría el día siguiente; las tropas del general Regalado alcanzaron la frontera güatemalteca por la vía de Chalchuapa.
Los primeros combates, se entablaron con pequeñas escaramuzas en los sitios de Monteverde, El Paxte y la laguna de Atescatempa; el día nueve se verificó un nutrido combate en las cercanías de Contepeque, donde las armas salvadoreñas obtienen una contundente victoria y se apoderan del volcán El Chingo. Regalado, enemigo declarado de Estrada Cabrera, no quedó alegre con el resultado de la fallida invasión de los Migrantes güatemaltecos. Entonces empezó a decir a los emigrados güatemaltecos que iba a debilitar al presidente güatemalteco; al enterarse de esta situación, el presidente salvadoreño Pedro José Escalón encontró el medio perfecto para deshacerse de Regalado, quien en realidad gobernaba El Salvador y lo opacaba en la primera magistratura de ese país. Escalón entró en componendas con Estrada Cabrera y le telegrafió constantemente todos los movimientos del futuro invasor. Después de descubrirlo, Regalado lo obligó a huir de la capital salvadoreña hasta el lago de Coatepeque. Ya sin la interferencia de Escalón, Regalado invadió Guatemala el 9 de julio y fácilmente llegó a Atescatempa y Jerez, mientras los soldados güatemaltecos se refugiaron en Yupiltepeque.
Ante esta situación, Estrada Cabrera emitió una proclama el 10 de julio de 1906 en la que acusaba al gobierno salvadoreño de invadir Guatemala para evitar que se concluyera el Ferrocarril del Norte y para dar al traste con los intentos de recuperación económica del gobierno güatemalteco; en la misma proclama, Estrada Cabrera indicó que solamente la guerra iba a solucionar la situación e invitó a todos los güatemaltecos varones militares o con entrenamiento militar a alistarse en la acción contra las fuerzas de Regalado. Ese mismo día se emitió el decreto número 662, en donde todos los varones sin legítima excepción comprendidos entre los 18 y los 50 años de edad, debían presentarse a su cuartel más próximo y si no lo hacían, serían procesados por traición. Los ciudadanos respondieron al llamado del presidente y el 11 de julio había numerosos ciudadanos en los cuarteles.
El ejército güatemalteco solicitó tropas de refuerzo, las cuales llegaron procedentes de Sanarate, Salamá y Momostenango; estas tropas venían vestidas de azul, y no de caqui, como las originales, lo cual engañó a Regalado, cuyas tropas también vestían de azul. El 11 de julio de 1906, Regalado fue asesinado por soldados güatemaltecos cuando creyó que estaba entre tropas leales. El coronel Jalapaneco Rosalío López Jiménez, hizo mandar el siguiente telegrama a Estrada Cabrera, tras la muerte fortuita de Regalado: «Desde las seis de la mañana se empezó el combate; me tomé las honduras para salir a Coatepeque, donde me llegaron refuerzos de las batallas Momostenango y Sanarate y donde se vino Regalado con la bandera, y lo volaron los muchachos.»Posteriormente Los Salvadoreños emprenden la Retirada y el Ejército Guatemalteco Invade el Salvador.: 96 

## Invasión Guatemalteca de El Salvador
El Ejército Güatemalteco, se dirigió Dacia Metapán. Donde estaban atrincherados los Generales José Dolores Preza y Aquilino Duarte, Fortificados en los Cerros "El Huehuecho", "El Picudo", "Cerro de las Viboras"; y "Las Crucitas"; Esta Última Posición estaba Siendo defendida por el General José Antonio Tercero y el Coronel Antonio C. Martinez y Fue el Principal Objetivo del Ejército Güatemalteco que nunca pudo Capturar pese a sus Esfuerzos.: 119 , Siendo derrotados en el Acto, en los días 14 y 15 de Junio, Las Fuerzas defensoras de Metapan Contaban con 2,000 Hombres mientras que las Fuerzas que Atacaban eran Alrededor de 7,000 Hombres mandados por el General Guatemalteco Juan Bautista Padilla y el Coronel Antonio Mendez Monterrosa.

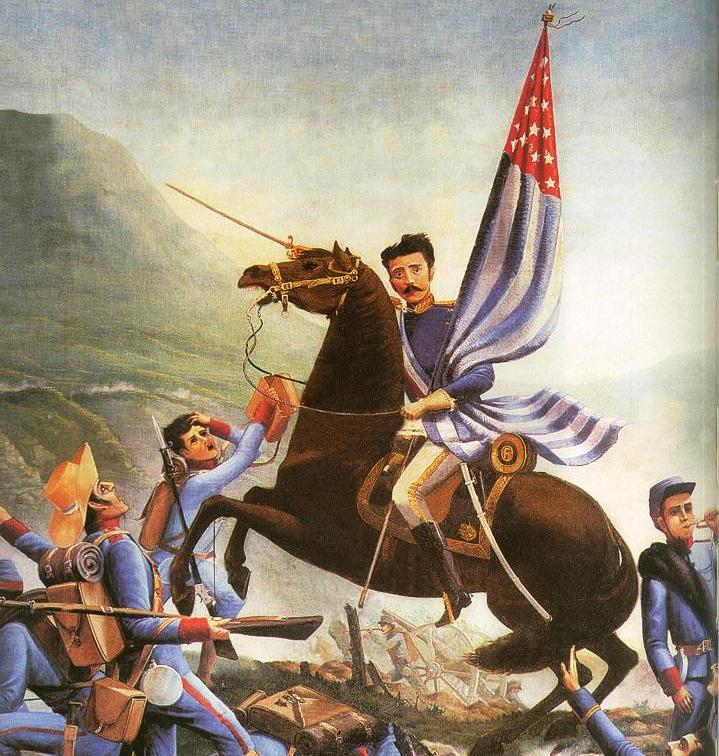
Regalado guiando las tropas en el asalto al cerro El Sillón. Fragmento de un cuadro anónimo al óleo.

De los días 14 y 17 de julio de 1906 el General Salvadoreño Félix Rodolfo Cristales salió de Ahuachapán y se posesiono de las haciendas de "El Platanar" y "Las Escobas", Situadas en Territorio guatemalteco, el día 11 de julio de 1906, y se fortificó en ellas. El día 14 fue atacado por las fuerzas guatemaltecas y estas lograron Desalojarlo de "Las Escobas" pero Fueron recuperadas por los Salvadoreños Mandados por los Coroneles Mariano Montenegro, Santiago Ruiz y Rafael Rivas Después de un Reñido Combate que le Costó la Vida de muchos Valientes.
El Día 17 del Mismo mes corría un armisticio entre ambas fuerzas pero a las 6 de la mañana los guatemaltecos, con alrededor de 6000 hombres mandados por el general Miguel Lavarre atacaron todas las posiciones salvadoreñas; por el norte fueron defendidas por el coronel José Manuel Duron y el mayor Liberato Mendoza; en el Sur fueron Defendidas por Tenientes-Coroneles Antonio Romero y Gregorio Bustamante, en Oeste el Cerro "Las Margaritas", fue ocupado por los Teniente-Coroneles Felipe Figueroa y Manuel Fiallos y el centro por la fuerza vicentina, la Escuela Politécnica y una selecta Plana Mayor, por el chileno Coronel Carlos Ibáñez, que rechazaron bravamente a los guatemaltecos, dejando en el campo muchos muertos, un considerable numero de prisioneros y algunos elementos de guerra en poder de los vencedores salvadoreños.: 101 Las fuentes Salvadoreñas Estiman que las Pérdidas Guatemaltecas fueron 2000 Bajas durante la Batalla, El Combate de "Platanar" y "Las Escobas" fue una Victoria Decisiva para las Fuerzas de el Salvador donde el Ejército Guatemalteco quedó con la Moral completamente Destrozada y salió Completamente Derrotado con Altas Pérdidas. Después de eso las Fuerzas Guatemaltecas regresan a Su País derrotados y con la Moral Destrozada.
Luego de casi dos meses de hostilidades, finalizó el conflicto gracias al armisticio firmado a bordo del barco de la armada estadounidense Marblehead.

### Consecuencias
Tras la muerte de Regalado, las tropas salvadoreñas retrocedieron hacia El Salvador y posteriormente se firmó el Tratado de Paz, Amistad y Comercio entre Guatemala, Honduras y El Salvador el 20 de julio de 1906 a bordo del crucero estadounidense «Marblehead», a instancias de los gobiernos de Estados Unidos y de México.

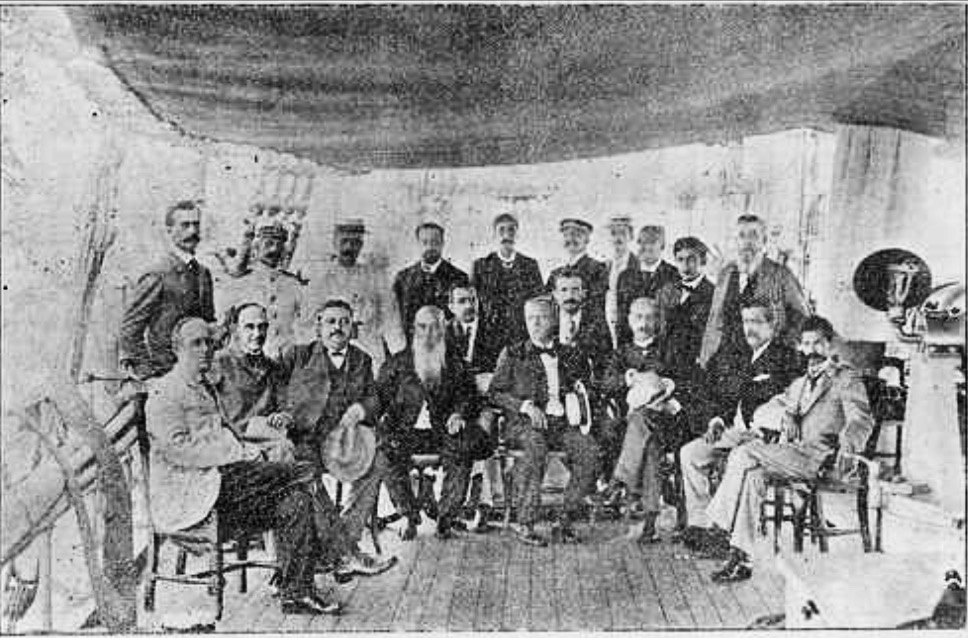
En la imagen los participantes de la conferencia que se realizó a bordo del «Marblehead»: Sentados en primera fila y de izquierda a derecha: Ministros William Merry y Leslie Combs —embajador de los Estados Unidos en Guatemala— y los delegados Juan Barrios M. —delegado de Guatemala—, José Pinto —de Guatemala—, José Rosa Pacas —de El Salvador—, Arturo Ubico Urruela —de Guatemala—, Salvador Gallegos —de El Salvador— y doctor Francisco Bertrand —delegado de Honduras. Sentados, al centro: señores Rebolledo y Moreira. De pie al fondo: secretario Brown, comandante Mulligan, el ministro Federico Gamboa —embajador de México en Guatemala—, el intérprete Palma, el taquígrafo Alegría, el comandante Bone —de San José—, el oficial primero de Relaciones Exteriores Palomo M., Modesto Barrios —el agente confidencial de Nicaragua—, el joven Gallegos y el delegado Manuel Cabral —de Guatemala.

El tratado, en su totalidad fue el siguiente:
| Tratado de Paz del «Marblehead» Primera: Las repúblicas de El Salvador y Honduras vuelven al estado de paz con la República de Guatemala, echando al olvido sus diferencias pasadas. En consecuencia, concentrarán a sus ejércitos dentro de tres días contados desde el siguiente al en que se ha firmado la presente convención y procederán a su desarme dentro de los ocho días subsiguientes, quedando únicamente las guarniciones que ordinariamente se mantienen en sus poblaciones y las escoltas ambulantes que funcionan para servicios de policía. Segunda: Los gobiernos contratantes se entregarán recíprocamente los prisioneros de guerra y asistirán gratuitamente a los heridos que haya en sus respectivos territorios hasta que ellos mismos puedan regresar a sus hogares o sean reclamados por sus respectivos gobiernos. Asimismo se pondrá en libertad inmediatamente a los prisioneros políticos que pueda haber en la actualidad y se recomendará por cada delegación a los respectivos gobiernos que decreten una amnistía general a la mayor brevedad posible. Tercera: Las altas partes contratantes se obligan a concentrar a los emigrados políticos que haya o puedan llegar a sus respectivos territorios, lo mismo que a vigilar su conducta para impedir que abusando del asilo maquinen contra la tranquilidad y el orden del país en donde hayan emigrado. Cuarta: Dentro de dos meses a la fecha se celebrará por las partes contratantes un tratado general de paz, amistad, comercio, etc., designándose la capital de la República de Costa Rica para que en ella se reunan y lo acuerden los representantes de los tres gobiernos, plenamente autorizados. Entre tanto se conviene en que quedan vigentes todas las estipulaciones internacionales que han ligado a las partes contratantes y especialmente las de la segunda conferencia Panamericana, reunida en México. Quinta: si lo que no es de esperar, cualquiera de las altas partes contratantes faltare en lo sucesivo a alguno de los puntos convenidos en este tratado o diere motivo para nuevas divergencias, éstas se sujetarán a arbitramiento, designándose desde luego como árbitros a los Excelentísimos señores presidentes de los Estados Unidos de América y de los Estados Unidos Mexicanos a cuyo arbitramento deberán sujetarse también las nuevas dificultades concretas entre Guatemala, El Salvador y Honduras. El presente convenio queda bajo la garantía de la lealtad de los gobiernos interesados y de la sanción moral de los gobiernos de las naciones mediadoras y asistentes. Sin perjuicio de la ejecución inmediata de este Tratado, el canje de las ratificaciones se verificará por cambio de notas en las ciudades de Guatemala, San Salvador y Tegucigalpa, a más tardar el día treinta del corriente mes. —Tomado de La Locomotora, 28 de julio de 1906. |

Como puede verse, la sección tercera dejó en una posición muy comprometida a los exiliados guatemaltecos tanto en Honduras como en El Salvador, dejando a su vez solidificado el gobierno de Estrada Cabrera en Guatemala.
Del 23 de julio al 27 de agosto de 1906, Guatemala estuvo representada en la tercera Conferencia Internacional Americana por Antonio Batres Jáuregui, quien escribió un detallado reporte que fue impreso en toda su extensión en varias tiradas del diario oficial El Guatemalteco. El principal acuerdo fue sobre derecho internacional: se ratificó la adhesión al principio de arbitraje y se recomendó la reorganización de la oficina de las repúblicas americanas encargada de coadyuvar a la efectividad de los pactos.